# Actor (derecho)
En el ámbito del derecho se conoce como actor a una persona física o de existencia ideal que forma parte de un conflicto. Un actor tiene tres características principales que lo definen: conciencia del conflicto, metas y poder. 

## Características
En primer lugar se distingue a los actores físicos o individuales y los colectivos. Un actor físico se distingue por su alteridad
Un actor colectivo, por su parte, tendrá un cierto nivel de cohesión o fragmentación entre sus componentes más básicos. Esto define la frontera del actor, que puede ser amplia o reducida, y el trasvasamiento del conflicto que puede tener lugar dentro de él. Su organización puede poseer un liderazgo, pero también podría carecer del mismo. 

## Conciencia del conflicto
Hay 6 tipos de niveles de conciencia. Por un lado hay dos clases de índoles de la situación: conflictivas y no conflictivas. Cada una de éstas posee a su vez 3 opciones posibles: que los 2 actores crean que hay conflicto, que uno lo crea pero el otro no, o que ninguno lo crea. 
Sin embargo, el derecho estudia sólo 5 de esos casos: las situaciones no conflictivas en las cuales ninguno de los actores cree que hay conflicto son habitualmente despreciadas. 

## Metas u objetivos
Pueden ser de 3 tipos:
- Ideales: bienes intangibles, sin una representación física. Compensaciones, autorizaciones, relaciones, etc; son ejemplos de bienes ideales
- Naturales: aquello que existe físicamente: un objeto, un bien inmueble, un documento, etc. Natural no significa en este contexto lo opuesto de artificial, sino lo opuesto de ideal.
- Culturales: son objetos cuyo valor no es intrínseco al objeto en cuestión sino que depende de quién lo considera. Si bien incluye a los bienes de valor cultural, no se limita a ellos. Obtener un bien de valor familiar, por ejemplo, puede considerarse una meta cultural.

## Poder
Todo recurso de cualquier índole que tiene un actor con relación al otro en un conflicto.